# ダラス連邦準備銀行
ダラス連邦準備銀行 (Federal Reserve Bank of Dallas) は、アメリカ合衆国の連邦準備銀行のひとつ。テキサス州、ルイジアナ州北部、ニューメキシコ州南部を含む第11連邦準備区を管轄する。本店はテキサス州ダラス、支店はエルパソ、ヒューストン、サンアントニオに構える。
20世紀初め、第11番目の連邦準備銀行選定に際して、元来、本命と目されていた都市はニューオーリンズであった。ダラス、ニューオーリンズ、両都市の金融業務は同程度の規模であったが、積極的な誘致活動を展開したダラスに対し、ニューオーリンズはそれにさほど盛り上がりを見せず、結果として1914年にダラスが第11番目の連邦準備銀行に選定された経緯がある。
現在の総裁は、ハーバード・ビジネス・スクールの教授を務めたロバート・スティーブン・カプラン（Robert Steven Kaplan、2015年9月8日 - ）。前任のリチャード・W・フィッシャー（Richard W. Fisher、第11代総裁、2005年4月4日 - 2015年3月19日）が定年で退任後、総裁職は約５カ月空席となっていた。